# Большой морской бычок
Большой морской бычок или бычок-кругляш, или бычок-змея (лат. Gobius cobitis) — прибрежная морская рыба семейства бычковые.

## Описание
Рыба длиной 25 см, имеет серовато-оливково-коричневую окраску. В сезон размножения самцы темнее, чем самки. Тело покрыто мелкой чешуёй, стебель хвоста короткий. Глаза маленькие.
Держится в прибрежной зоне, среди скал и зарослей макрофитов, как правило, в солоноватой воде.
Питается зелёными водорослями рода Ulva, ракообразными (амфиподы, крабы), полихеты и насекомыми.

## Ареал
Обитает на скалистых участках, на литорали у защищённых берегов, среди валунов, между которыми бычки могут спрятаться, и где есть выходы пресной воды. Предпочитает солоноватую воду.
Распространён у берегов Британии, особенно юго-западной Англии между Вембури и островом Силли. Обитает в водах от западного Ла-Манша до Марокко, в Средиземном и Чёрном морях, в Суэцком заливе и Суэцком канале.
Отсутствует в Азовском море.